# محمد عالي نصر
العقيد محمد عالي نصر (9 مارس 1935 - 6 يوليو 1997) هو عسكري مصري، نائباً سابقاً لقائد المجموعة 39 قتال وأحد قادته.

## حياته ونشأته
ولد محمد عالي طه السيد نصر(الشهير بعالي نصر) في يوم التاسع من مارس عام 1935 بمصر الجديدة بالقاهرة ترجع أصوله إلي العزيزية بمحافظة الشرقية حيث مسقط رأس أبيه طه بك السيد نصر الذي وصل إلي درجة وكيل وزارة برئاسة مجلس الوزراء، وعضواً بمجلس شوري النواب ثم عضواً بمجلس الشيوخ.
حصل عالي نصر علي الشهادة الثانوية بالمدرسة الإنجليزية بمصر الجديدة عام 1951، وكان شابا رياضياً محباً لرياضة الاسكواش، وبطلاً رياضياً في هذه اللعبة. ثم التحق بكلية طب جامعة عين شمس وحصل علي درجة البكالوريوس عام1957، وقضي عام الامتياز بمستشفي عين شمس الجامعي من مارس 1958 إلي مارس 1959، ومن أبريل 1959 إلي يونيو 1960 عمل بكتب الصحة التابع لمدينة الإسكندرية . والتحق عام 1960 بالكلية الحربية ليتخرج منها عام 1961 ويعين طبيباً برتبة ملازم أول.

## مسيرته العسكرية
في الفترة من 1961 حتى 1964 التحق بلواء الوحدات الخاصة بالبحرية (الضفادع البشرية) بصفة طبيب الوحدة الخاصة في طب الأعماق والغوص، وخلال تلك الفترة تدرب وتأهل كفرد بقوات الصاعقة البحرية، وحصل علي فرقة مظلات، وصاعقة، وضفدع هجوم ودفاع.
خدم عالي نصر مع وحدته باليمن خلال مساندة ثورة اليمن في منطقة الجبل الأسود بالقرب من الحدوداليمنية السعودية.
سافر عام 1965 إلي جامعة باركلي بكاليفورنيا بالولايات المتحدة الأمريكية لدراسة علم وظائف الأعضاء (الفسيولجي) ،وتأثير البيئة للحصول علي درجة الدكتوراة، ونظراً لاندلاع حرب الخامس من يونيو 1967 أنهي بعثته بإرادته بالولايات المتحدة وعاد إلي مصر .
تطوع للعمل ضمن المجموعة 39 قتال كضابط صاعقة وضفدع بشري إلي جانب كونه طبيباً وكان من أوائل نواة هذه المجموعة، وقد شارك في 54 عملية قتال، وكمين، وبث ألغام، واستطلاع خلف خطوط العدو.

## المجموعة 39 قتال
أصبح نائباً لقائد المجموعة حتى أبريل 1974، وهو من خاطبته القيادة لترشيح إسمين من رجال المجموعة إضافة لاسم قائدها الشهيد إبراهيم الرفاعي للحصول علي «وسام نجمة سيناء» أرفع الأوسمة بحرب أكتوبر المجيدة.

## مسيرته المهنية
- بعد حل المجموعة عام 1974 بدءاً من مايو 1974 وحتى أغسطس 1976 الحق بوحدة أطباء القوات المسلحة، ثم ملحقاً طبياً عسكرياً بالسفارة المصرية بلندن .
- قدم استقالته من القوات المسلحة في فبراير 1977.
- عمل بجنوب فرنسا كخبير استشاري في الاستخدامات العسكرية والتجارية لمعدات الغوص وطب الأعماق خلال الفترة من 1978 حتى 1985.
- عاد إلي القاهرة وعين نائباً لرئيس مجلس إدارة شركة بتروجيت ومسؤلاً عن العمليات البحرية بعض الوقت حتى استقال.
- أصبح عضواً بمعهد الغوص الوطني الفرنسي لذلك أصبح مستشاراً فنياً لطب الأعماق وشؤن الغوص بوزارة السياحة المصرية، وأشرف علي إنشاء أول فرقة إنقاذ بشرم الشيخ.
- ظل خلال ذلك محباً للعبة الاسكواش سواء علي مستوي القوات المسلحة أو المستوي الدولي حتى أنتخب عضواً بمجلس إدارة اتحاد الاسكواش بمصر، وكان مسؤلاً عن تدريب الفريق المصري للناشئين بسنغافورة والذي فاز بالبطولة.
- كان يقوم قبل وفاته في 6 يوليو 1997 بإعداد دراسة عن الشواطئ المصرية من جنوب الغردقة حتى مرسي علم.

## جوائز وأوسمة
حصل محمد عالي نصر على العديد من الأوسمة والأنواط العسكرية:
- وسام نجمة الشرف.[بحاجة لمصدر]
- وسام النجمة العسكرية (ثلاث مرات).[بحاجة لمصدر]
- نوط الجمهورية العسكري من الطبقة الأولي (مرتين).[بحاجة لمصدر]
- نوط الشجاعة العسكري من الطبقة الأولى.[بحاجة لمصدر]